# Флоридский университет A&M
Флоридский сельскохозяйственный и механический университет, или Флоридский университет A&M (англ. Florida Agricultural and Mechanical University, Florida A&M University, сокр. FAMU), — публичный университет в городе Таллахасси (Флорида, США). Основан в 1887 году как Нормальный колледж штата для цветных студентов, статус колледжа с правом присвоения академической степени имеет с 1909 года, статус университета с 1953 года. Входит в Университетскую систему штата Флорида. В XXI веке чернокожие студенты составляют большинство учащихся, в 2022/2023 годах количество студентов первой степени превышало 7700.

## Географическое положение
Основной кампус университета расположен на самом высоком из семи холмов Таллахасси. Его площадь составляет 422 акра (171 га).
Университет также располагает научно-исследовательским центром в Куинси. Юридический факультет университета располагается в Орландо, а филиалы его фармацевтического отделения — в Майами, Джэксонвилле, Тампе и Крествью.

## История
Один из крупнейших университетов США, исторически готовивших чернокожих специалистов. Нормальный колледж штата Флорида для цветных студентов был основан в Таллахасси в 1887 году. В первый день работы в его штате насчитывались двое преподавателей, работавших с 15 студентами. В 1891 году учреждение получило право на вузовский земельный участок от штата как Нормальный и промышленный колледж штата для цветных студентов (англ. State Normal and Industrial College for Colored Students. В 1909 году переименован во Флоридский сельскохозяйственный и механический колледж для негров (англ. Florida Agricultural and Mechanical College for Negroes) и на следующий год произвёл первый выпуск бакалавров.
В 1935 году вошёл в Южную ассоциацию колледжей и школ. С 1953 года — Сельскохозяйственный и механический университет Флориды, в 1971 году получил полное членство в Университетской системе штата Флорида.

## Учебный процесс
По состоянию на осень 2022 года, в университете насчитывалось 7709 студентов первой степени и 1506 студентов на более высоких степенях. В 2023/2024 учебном году число студентов с полной академической загрузкой составляло 8850, при этом лишь 1 % составляли учащиеся-иностранцы. В среднем на каждого преподавателя в 2023/2024 учебном году приходилось 15,7 студента. В среднем в FAMU успешно поступает 31 % абитуриентов; 35 % поступивших успешно получают академическую степень.
В рамках университета действуют 14 отделений и факультетов, предлагающих обучение по 98 академическим программам, включая гуманитарные и точные науки, педагогику, фармакологию, архитектуру, инженерные и сельскохозяйственные специальности, экологию, специальности в области здравоохранения, журналистику, управление бизнесом и производством. Инженерная программа осуществляется в сотрудничестве с Флоридским университетом.
Коллекция главной библиотеки университета — Мемориальной библиотеки Сэмюэла Г. Коулмена — включает почти 2 млн томов и 155 тысяч электронных журналов и книг. Среди исследовательских центров университета — Исследовательский центр и музей негритянских архивов (англ. Black Archives Research Center and Museum). Национальный научный фонд признал Флоридский университет A&M одним из лучших исторически негритянских вузов с точки зрения условий для научно-исследовательской работы. В 2015 году организация Green Building Initiative признала Флоридский университет A&M самым «зелёным» (экологичным) публичным университетом США.
В национальном рейтинге колледжей U.S. News & World Report Флоридский университет A&M в 2024 году делил 170-е место, а среди публичных вузов — 91-е, в списке исторически чёрных вузов находясь на 3-й позиции. В международном рейтинге Times университет с 2021 по 2023 год входил в группу с 801-го по 1000-е место, а в 2024 году опустился в группу с 1001-го по 1200-е место. Среди вузов США в этом году он попал в группу с 501-го по 600-е место.
Сборные университета, выступающие под общим названием «Рэттлерс» (англ. Rattlers), выступают в Центрально-Восточной спортивной конференции I дивизиона NCAA.